# Kalley Centre
Kalley Centre (auch: Kaley Centre, Kalley Centre Amirou) ist ein Stadtviertel (französisch: quartier) im Arrondissement Niamey III der Stadt Niamey in Niger.

## Geographie

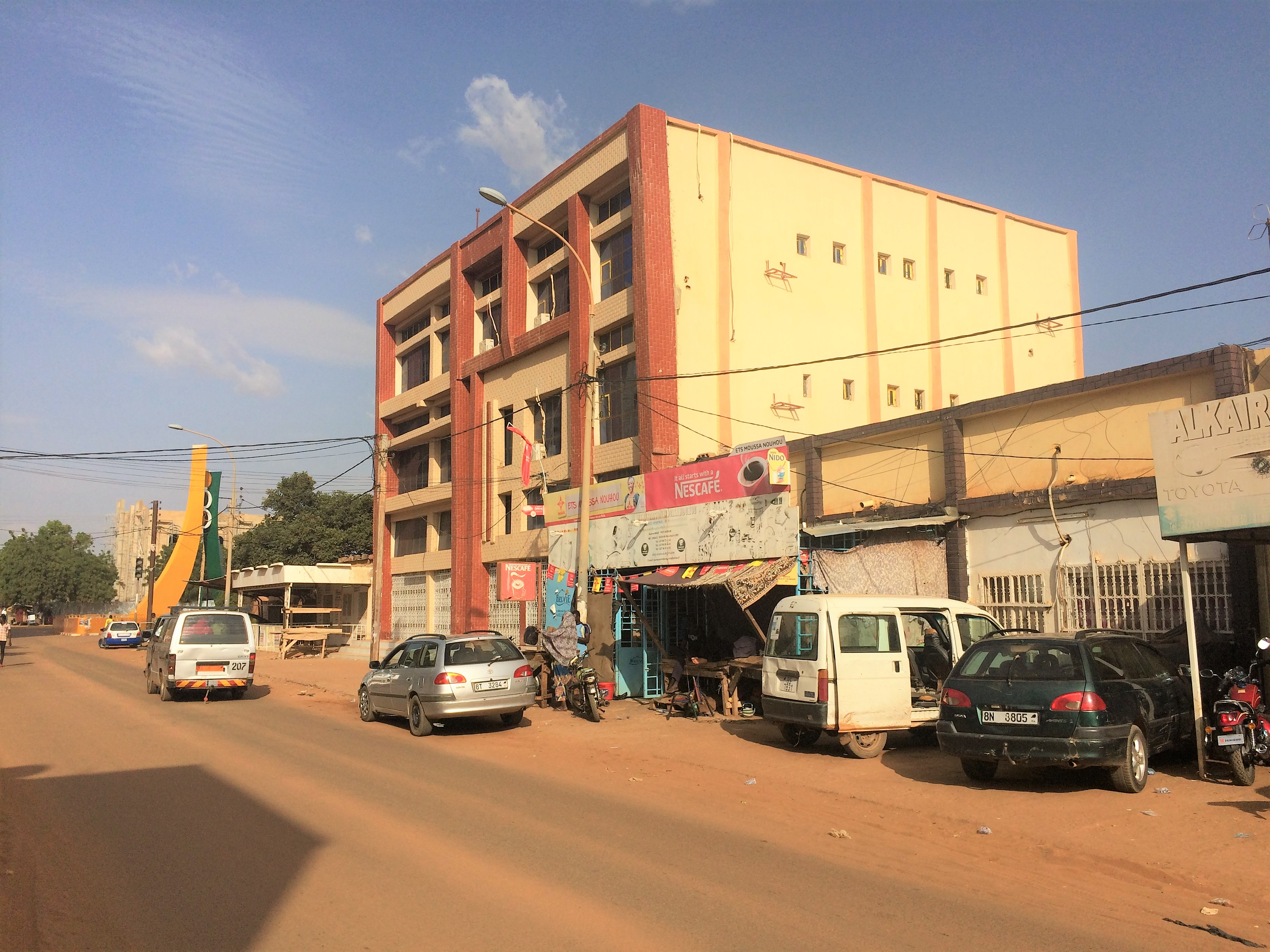
Rue du Maroc in Kalley Centre (2018)

Kalley Centre liegt im Stadtzentrum von Niamey und gehört zum Stadtteil Kalley. Die angrenzenden Stadtviertel sind Maourey im Nordwesten jenseits der Rue de Kalley, Banizoumbou, Lacouroussou, Kalley Est und Kalley Sud im Nordosten jenseits des Boulevard de la Liberté sowie Terminus im Südwesten jenseits der Avenue de l’Afrique. Südöstlich von Kalley Centre stehen Kasernen der Streitkräfte Nigers. Das Stadtviertel befindet sich in einem Tafelland mit einer weniger als 2,5 Meter tiefen Sandschicht, wodurch nur eine begrenzte Einsickerung möglich ist.
Das Standardschema für Straßennamen in Kalley Centre ist Rue ST 1, wobei auf das französische Rue für Straße das Kürzel ST für das im Stadtviertel gelegene Stadiongelände des Stade municipal de Niamey und zuletzt eine Nummer folgt. Dies geht auf ein Projekt zur Straßenbenennung in Niamey aus dem Jahr 2002 zurück, bei dem die Stadt in 44 Zonen mit jeweils eigenen Buchstabenkürzeln eingeteilt wurde.

## Geschichte

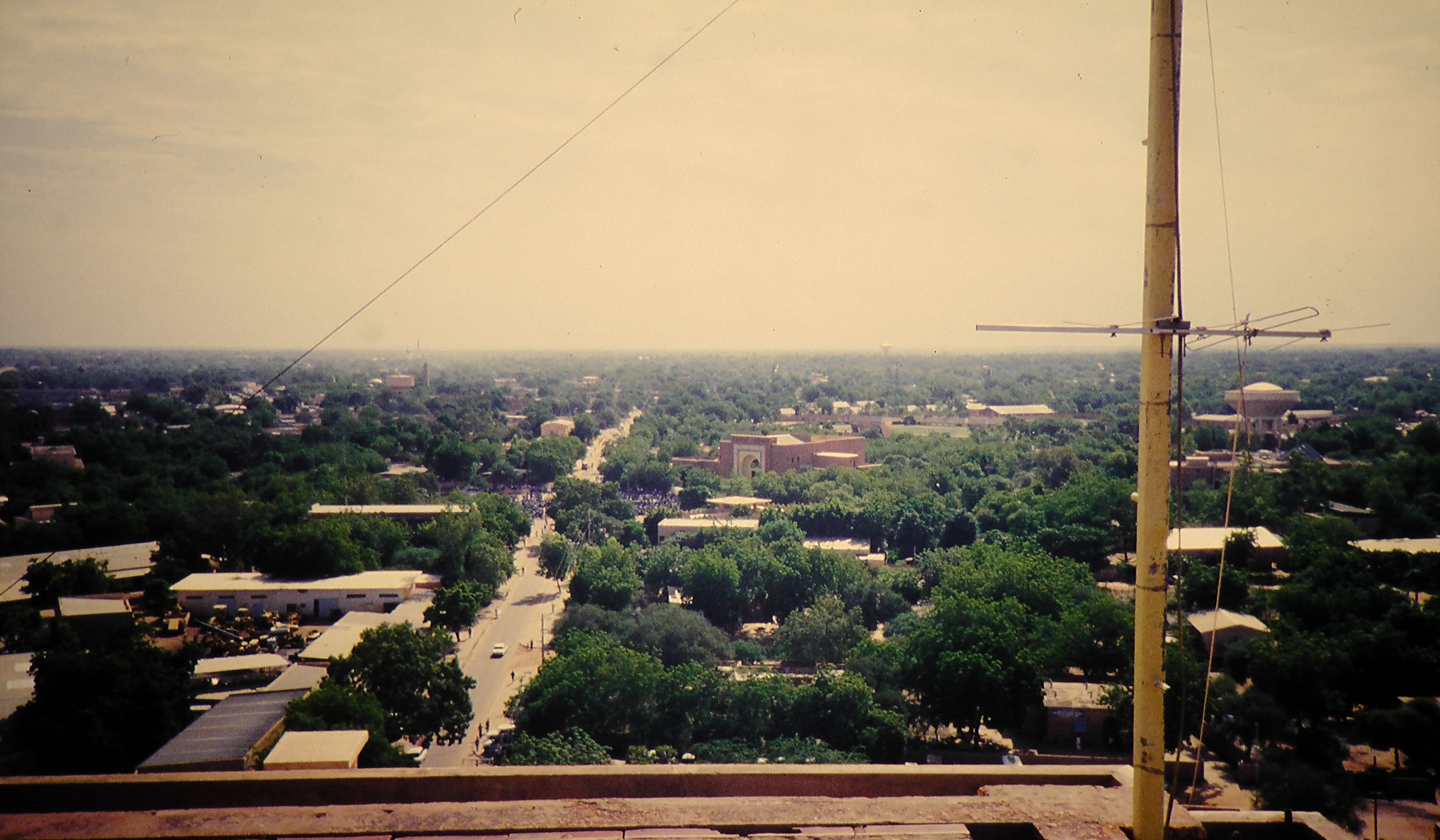
Blick von Südwesten auf Kalley Centre, in der Bildmitte das Parlamentsgebäude der Nationalversammlung (1990)

Das Stadtviertel geht auf die französische Kolonialzeit zurück, die bis 1960 dauerte.

## Bevölkerung
Bei der Volkszählung 2012 hatte Kalley Centre 3689 Einwohner, die in 461 Haushalten lebten. Bei der Volkszählung 2001 betrug die Einwohnerzahl 4337 in 670 Haushalten und bei der Volkszählung 1988 belief sich die Einwohnerzahl auf 3487 in 553 Haushalten.

## Infrastruktur
Die Mittelschule Collège d’enseignement général 1 Garba Djibo (CEG 1) besteht seit dem Jahr 1959. Am Ausbildungszentrum Centre de Formation Professionnelle USTN der Gewerkschaft Union des Syndicats des Travailleurs du Niger (USTN) werden Buchhaltung und Zollwesen gelehrt. Die Maison des Jeunes et de la Culture Djado Sékou ist ein nach dem traditionellen Erzähler Djado Sékou benanntes Jugend- und Kulturzentrum. Die Haftanstalt Niamey im Osten des Stadtviertels besteht seit dem Jahr 1947.